# The Mysteries
Albums de Gnostic Trio
Lemma
(2013) Tap: Book of Angels Volume 20
(2013)
The Mysteries est un album de John Zorn. Il s'agit du second volume enregistré par le Gnostic Trio composé de Bill Frisell, Carol Emanuel et Kenny Wollesen. Tout comme The Gnostic Preludes, la musique est inspirée par un minimalisme lyrique d'inspiration mystique.

## Titres
| No | Titre                 | Durée |
| -- | --------------------- | ----- |
| 1. | Sacred Oracle         | 5:35  |
| 2. | Hymn of the Naassenes | 5:05  |
| 3. | Dance of Sappho       | 4:05  |
| 4. | The Bacchanalia       | 2:56  |
| 5. | Consolamentum         | 5:48  |
| 6. | Ode to the Cathars    | 6:55  |
| 7. | Apollo                | 3:27  |
| 8. | Yaldabaoth            | 3:54  |
| 9. | The Nymphs            | 10:47 |

## Personnel
- Carol Emanuel - harpe
- Bill Frisell - guitare
- Kenny Wollesen - vibraphone, cloches